# شوریده (ابر)

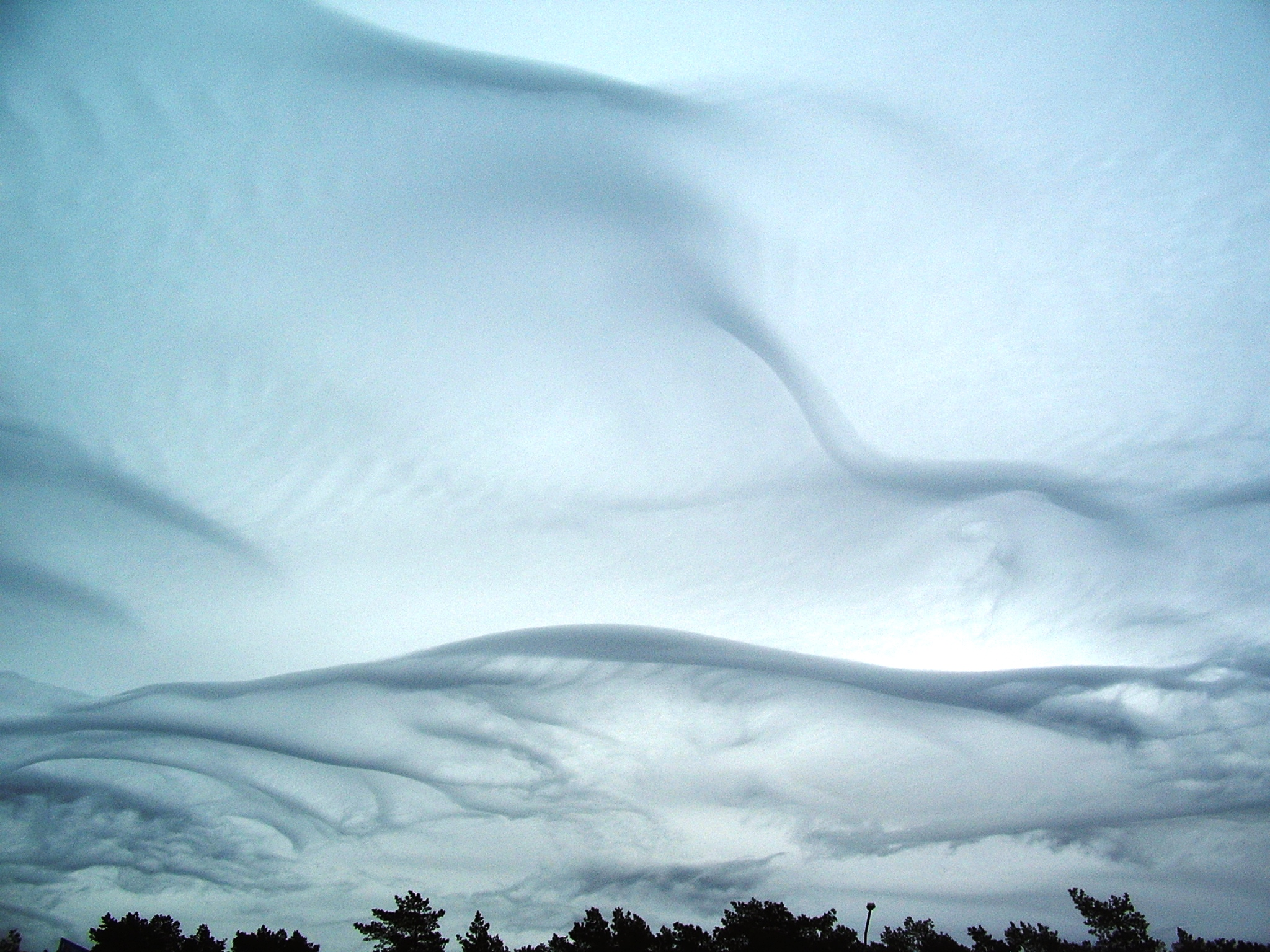
ابر شوریده برفراز شهر تالین، پایتخت استونی.

ابر شوریده (asperatus) که موج‌دار شوریده (Undulatus asperatus) هم نامیده می‌شود گونه‌ای از ابر است که گنجاندن آن در دسته‌بندی رسمی ابرها در سال ۲۰۰۹ توسط بنیادگذار انجمن ارج‌گذاری به ابر پیشنهاد شده‌است. در صورت درج این گونه از ابر در اطلس بین‌المللی ابرها، این نخستین مورد پس از درج پَرسای درون پیچ cirrus intortus در این اطلس است که در سال ۱۹۵۱ صورت گرفت.
با این‌که ابرهای شوریده تیره‌رنگ و توفانی به نظر می‌آیند و ظاهری بدشگون دارند اما معمولاً بدون تشکیل توفان به مرور ناپدید می‌شوند. این ابرها بیشتر در دشت‌های بزرگ میانه ایالات متحده دیده می‌شوند و زمان ظهور آن‌ها معمولاً بامداد یا ظهر و پس از باد و باران همراه با رعد و برق است.